# Oedaleus instillatus
Oedaleus instillatus är en insektsart som beskrevs av Burr 1900. Oedaleus instillatus ingår i släktet Oedaleus och familjen gräshoppor. Inga underarter finns listade i Catalogue of Life.